# 1990 TJ
1990 TJ är en asteroid i huvudbältet som upptäcktes den 12 oktober 1990 av den australiensiske astronomen Robert H. McNaught vid Siding Spring-observatoriet.
Asteroiden har en diameter på ungefär 5 kilometer.